# Инженерненский сельский совет (Пологовский район)
Инженерненский сельский совет (укр. Інженерненська сільська рада) — входит в состав
Пологовского района
Запорожской области
Украины.
Административный центр сельского совета находится в 
с. Инженерное.

## История
- 1923 — дата образования.

## Населённые пункты совета
- с. Инженерное
- с. Богатое
- с. Новокарловка
- с. Новофёдоровка
- с. Павловское
- с. Украинское